# آقوش الأفرم
جمال الدين آقوش الأفرَم المنصوري (توفي 1336): كان أميرًا مملوكيًا رفيع المستوى ومنشقًا، شغل منصب النائب المملوكي على دمشق، ثم حاكم همدان الإلخانية لاحقًا.

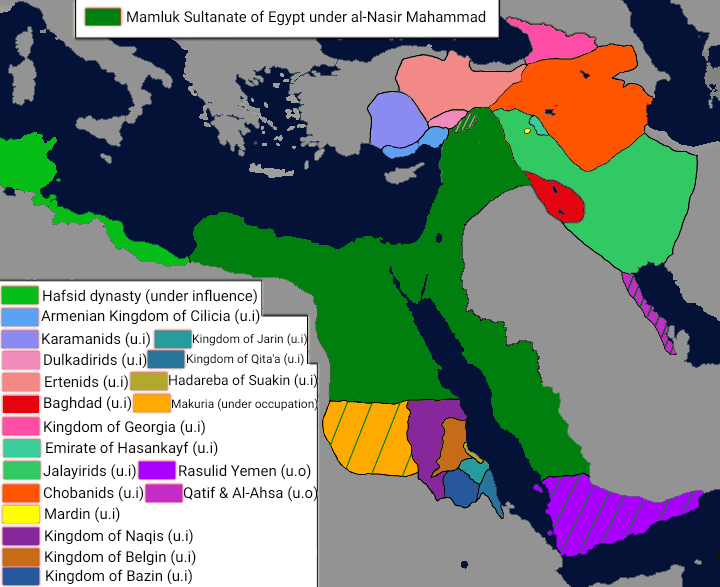
السلطنة المملوكية بأوج عزها

## أمير مملوكي
كان آقوش الأفرَم من العرق الشركسي، وبدأ حياته المهنية جنديًا مملوكًا للسلطان المنصور سيف الدين قلاوون (r. 1279–1290) في فيلق المنصورية. كان حاكم الكرك، عاصمة الحصن الصحراوي للإقليم؛ الممتد على جزء كبير من شرق الأردن.

## نائب دمشق
في 25 فبراير 1299؛ تمت ترقية آقوش إلى منصب نائب الملك على دمشق. جاء ذلك في أعقاب انشقاق سلفه هناك، قبجق، إلى بغداد قاعدة المغول الإلخانيين. شغل آقوش منصبه حتى عام 1309. تم مدحه من قبل المؤرخ الصفدي؛ لشجاعته وتخطيطه الاستراتيجي ضد الهجمات الإلخانية، ورعايته الفقير في ولايته، ومهاراته في الصيد. حظي آقوش بتقدير كبير من قبل أهل دمشق، لا سيما لسمعته في ساحة المعركة، وغالبًا ما كان يزين ملابسهم أو أسلحتهم برموزه المُنذرة. تمتع بنفوذ كبير داخل الإقليم، عين الموظفين بشكل فردي، ولم يُبلغ الحكومة المركزية في القاهرة إلا فيما بعد. في ذلك الوقت، كان رجال المماليك الأقوياء -أي الأمراء سلار والمظفر بيبرس- يمسكون بزمام السلطة، وكان السلطان الناصر محمد بن قلاوون يلعب دورًا شرفيًا إلى حد كبير. اعتبر آقوش نفسه مساوياً لـبيبرس وسلار، علق ذات مرة قائلاً:" إنه لولا قصرأبلق وساحة خضراء ونهر بردى[في دمشق]؛ لما تركتهم وحدهم يفرحون بمُلك مصر [عاصمة السلطنة]".
نظرًا لمنزلته الرفيعة، حاول الزواج من الأميرة الإلخانية قطلوغ خاتون أثناء حكمه على دمشق، رغم أن الزواج من الأسرة الملكية المغولية أمرًا نادرًا ويُعتبر عجيباً. رفضت الأميرة توسلاته، لكن لم يُذكر في المصادر أنه تزوج من امرأة مغولية.

## الانشقاق إلى الإلخانيين

التمدُّد الجُغرافي لِلمغول مُنذُ توحيد البلاد المغوليَّة على يد جنكيز خان وحتَّى انقسام الإمبراطوريَّة إلى عدَّة ممالك.

هرب آقوش من مملكة المماليك مع والد زوجته أيدامور الزردكاش والأمير الرفيع المستوى قراسُنقر عام 1312؛ بسبب مخاوف من عقاب السلطان الناصر محمد (r. 1310-1341). عاد الأخير إلى السلطة للمرة الثالثة، ووصلت شائعات عن سوء تدبيره تجاه آقوش وقراسُنقر إلى الأميرين. تم الترحيب بهم من قبل الإلخاني خان محمد أولجيتو، الذي عين آقوش حاكمًا على همدان. خدم آقوش في المنصب حتى وفاته عام 1336.
شجع آقوش وقراسُنقر آخر هجمة إلخانية كبيرة ضد الشام المملوكي، والذي كان الحصار الفاشل لـقلعة الرحبة بـالفرات عام 1313.